# International Diabetes Federation
Federația Internațională de Diabet (IDF) este o organizație-umbrelă a peste 230 de asociații naționale de diabet în mai mult de 160 de țări și teritorii. Reprezintă interesele numărului tot mai mare de persoane cu diabet și a celor cu risc. Misiunea IDF este de a promova îngrijirea diabetului, prevenirea și vindecarea la nivel mondial. Federația conduce liderii comunității globale pentru diabet din 1950. Are sediul central la Bruxelles, Belgia.
Conform celor mai recente cifre ale IDF, în prezent, există 425 de milioane de persoane care trăiesc cu diabet, iar totalul este de așteptat să ajungă la 629 de milioane până în 2045. Aproximativ 75% dintre persoanele cu diabet trăiesc în țări cu venituri mici și medii și jumătate dintre persoanele care trăiesc cu diabet sunt nediagnosticate.

## Proiecte și activități
IDF desfășoară o serie de activități și proiecte. Acestea includ activități de advocacy și lobby, educație pentru persoanele cu diabet și furnizorii de servicii medicale, campanii de sensibilizare publică și îmbunătățirea sănătății, precum și promovarea schimbului gratuit de cunoștințe despre diabet. Câteva exemple includ:
- Ziua Mondială a Diabetului, campania primară de conștientizare a lumii diabetului, marcată în fiecare an la 14 noiembrie. Ca urmare a adoptării Rezoluției 61/225 a Organizației Națiunilor Unite în decembrie 2006, Ziua Mondială a Diabetului este o zi oficială a Națiunilor Unite. Campania este reprezentată de cercul albastru,[2] simbolul global al diabetului.
- Congresul mondial al IDF Arhivat în 27 februarie 2017, la Wayback Machine., organizat la fiecare doi ani, care oferă un forum unic și internațional pentru a discuta o mare varietate de subiecte legate de diabet. Următorul congres al IDF va avea loc la Busan, Coreea, în perioada 2-6 decembrie 2019.
- Atlasul pentru diabet Arhivat în 14 noiembrie 2019, la Wayback Machine., o resursă unică pentru diabet pentru o gamă largă de audiențe, inclusiv factorii de decizie, autoritățile de sănătate publică, profesioniștii din domeniul sănătății și educatori.
- IDF School of Diabetes, o platformă educațională online care vizează îmbunătățirea cunoștințelor și abilităților profesioniștilor din domeniul sănătății care lucrează în diabet.

## Legături externe
- International Diabetes Federation